# Theta Pegasi
Theta Pegasi (θ Peg, θ Pegasi) é uma estrela localizada na constelação de Pegasus. Tem o nome tradicional de Biham ou Baham. Se encontra a 92 anos-luz da Terra.
Theta Pegasi é uma estrela da sequência principal de classe A de magnitude aparente 3,50. É 2,3 vezes maior que o Sol e 2,1 vezes mais massiva.